# Pankrazer Stausee
Im Pankrazer Stausee (auch Pankrazer See oder italienisch Lago di Alborelo) wird die Falschauer im Ultental in Südtirol etwa 2,5 km oberhalb von St. Pankraz gestaut. Der Stausee liegt auf einer Höhe von 809 m und ist nach dem Zoggler-Stausee der zweitgrößte im Ultental.
Er gehört zu der Kette von Stauseen und Wasserkraftwerken im Ultental, die die Alperia Greenpower GmbH zur elektroenergetischen Nutzung der Wasserkraft des Tales betreibt. Er ist der am tiefsten gelegene der Stauseen und wurde als erster errichtet. Nach vierjähriger Bauzeit wurde er 1954 in Betrieb genommen. Er versorgt mit seinem Wasser das Kraftwerk Lana.
Die leicht gebogene Gewichtsstaumauer des Sees aus Stahlbeton, an einer schmalen Stelle ins Tal eingepasst, ist 58 Meter hoch und an der Krone 119 Meter lang. Der See hat eine Länge von 990 Metern (gemessen über die Seemitte) und erreicht an der breitesten Stelle 173 Meter. Er bedeckt etwa 12,8 ha, und sein Fassungsvermögen beträgt drei Millionen Kubikmeter.
Das Wasser des Sees, maximal 26 m³/s, fließt durch einen Druckstollen und eine Druckleitung von 2,5 Meter Durchmesser und 6,8 Kilometer Länge über eine Fallhöhe von 478 Metern zu den Turbinen des Kraftwerks Lana. Diese erzeugen eine maximale elektrische Leistung von 120 MW.
Am hinteren Ende des Sees steht das Kraftwerk St. Pankraz, das aber nicht vom Pankrazer Stausee, sondern vom nächsthöheren See, dem Zoggler-Stausee, betrieben wird. Das Ablaufwasser dieses Kraftwerks ist ein wesentlicher Zufluss zum Pankrazer Stausee.